# Andrena hyacinthina
Andrena hyacinthina là một loài Hymenoptera trong họ Andrenidae. Loài này được Mavromoustakis mô tả khoa học năm 1958.